# Lunatanie
Lunatanie / Kraina snu (ang. MoonDreamers) – amerykański serial animowany z 1986 roku.

## Fabuła
Lunatanie to grupa niebiańskich ludzi, którzy tworzą i dostarczają przyjemne sny dzieciom na Ziemi.
Ich głównym wrogiem jest zła królowa Scowlene, która stara się uniemożliwiać dzieciom zasnąć w nocy za pomocą kryształów koszmarów.

## Wersja polska
W Polsce serial był emitowany w bloku Kucyki i przyjaciele na antenie TVN w latach 1998−1999 w paśmie Bajkowe kino.

### Wersja TV
Lunatanie – wersja emitowana na TVN z polskim dubbingiem.

## Lista odcinków
- 01. Twinkle, Twinkle, Little Star Child, Part 1
- 02. Twinkle, Twinkle, Little Star Child, Part 2[a]
- 03. All In a Night’s Sleep
- 04. The Star of Stars
- 05. The Poobah of Pontoon
- 06. The Dreamkin
- 07. Minor Problems
- 08. Igon the Terrible
- 09. Stuck on Bucky
- 10. The Dreamnapping
- 11. Bucky's Comet
- 12. Dreamland Express
- 13. Whimzee, Come Home!
- 14. Zodies on the Loose
- 15. The Night Mare, Part. 1
- 16. The Night Mare, Part. 2

Źródło: